# Henrik Anton Heltberg
Henrik Anton Schjøtt Heltberg, född den 4 februari 1806 i Støren vid Trondhjem, död den 2 mars 1873 i Kristiania (nuvarande Oslo), var en norsk skolman.
Heltberg blev student 1828 och slöt sig till Henrik Wergelands parti, vars sak han också förfäktade i den anonyma stridsskriften Et Par Ord om Norges Dæmring og Welhavens polemiske Digtekunst (1838). Han studerade filologi, dock utan att avlägga ämbetsexamen. Från 1838 var han lärare vid de ansedda huvudstadsskolorna Møllers Institut och (från 1843) Nissens Skole. Senare upprättade han själv en tvåårig latinskola för äldre elever, känd under namnet Studentfabrikken, som fortsatte sin verksamhet till 1870-talet. Där förbereddes många av Norges mest representativa män inom det litterära och offentliga livet för universitetet, bland dem Bjørnstjerne Bjørnson, Henrik Ibsen, Jonas Lie, A.O. Vinje, Arne Garborg, O.J. Fjørtoft med flera. I denna märkliga skola, där elevernas ålder i samma klass kunde ligga mellan 16 och 35 år, och där tidvis lärjungarna var på samma gång lärare i några ämnen och elever i latin och grekiska, verkade Heltberg med sin originalitet, sin kraftiga personlighet och sin humor på ett enastående sätt väckande och uppfostrande, medan han med sin egen metod förmådde att på kort tid bibringa sina i alla avseenden olika elever den nödvändiga träningen i klassiska språk. Det var särskilt latin, som var hans läroämne, och för undervisningen i detta hade han utarbetat ett eget snabbsystem av grammatik, Periodebygning kallade han det själv, till vars utgivning Stortinget 1871 beviljade honom understöd, men av vilket blott några brottstycken är offentliggjorda i ett skolprogram från 1874. Heltbergs bild som människa och lärare har tecknats av Bjørnson i den klassiska dikten Gamle Heltberg (i Digte og Sange, 3:e upplagan, sidorna 154—159) och av Garborg i romanen Bondestudentar (särskilt sidorna 77—91).